# Colle Santa Lucia
Colle Santa Lucia – miejscowość i gmina we Włoszech, w regionie Wenecja Euganejska, w prowincji Belluno.
Według danych na styczeń 2009 gminę zamieszkiwały 402 osoby przy gęstości zaludnienia 26,4 os./1 km².